# Irish Open 1922
Die Irish Open 1922 waren die 16. Austragung dieser internationalen Meisterschaften von Irland im Badminton. Sie fanden in Bray statt.	

## Finalresultate
| Disziplin    | Sieger                           | Finalist                      | Ergebnis           |
| ------------ | -------------------------------- | ----------------------------- | ------------------ |
| Herreneinzel | Guy Sautter                      | George Alan Thomas            | 15–2, 15–10        |
| Dameneinzel  | nicht ausgetragen                | nicht ausgetragen             | nicht ausgetragen  |
| Herrendoppel | G. S. B. Mack George Alan Thomas | G. A. Overend R. A. J. Goff   | 15–7, 15–7         |
| Damendoppel  | Marjorie Barrett Kitty McKane    | Margaret Tragett Louisa Plews | 15–10, 13–15, 15–8 |
| Mixed        | Guy Sautter Eveline Peterson     | Frank Hodge Margaret Tragett  | 18–14, 15–13       |